# یک روز گرم
یک روز گرم فیلمی به کارگردانی علی عسگری و نویسندگی علی اصغر عسگریان ساختهٔ سال ۱۳۶۳ است.

## بازیگران
- اکبر زنجانپور
- داوود رضایی
- چنگیز وثوقی
- حسین شهاب
- نعمت اله گرجی
- احمد کاشانی
- منوچهر حامدی
- زری برومند
- پریدخت اقبالپور
- مرتضی نیکخواه
- محسن اصلانی
- عباس حکمت آرا
- ایرج سرباز
- زهرا برومند
- رحمان مقدم
- فرهاد سرباز
- محسن قبادی
- یمین ایلخانی
- محمد گرامی
- سیروس اعوانی
- محرم بسیم